# Ardleigh
Ardleigh – wieś i civil parish w Anglii, w hrabstwie Essex, w dystrykcie Tendring. Leży 41 km na północny wschód od miasta Chelmsford i 90 km na północny wschód od Londynu. W 2011 roku civil parish liczyła 2058 mieszkańców. Ardleigh jest wspomniana w Domesday Book (1086) jako Erlega/Erleia/Erliga/Herlega.